# Theocolax elegans
Theocolax elegans är en stekelart som först beskrevs av John Obadiah Westwood 1874.  Theocolax elegans ingår i släktet Theocolax och familjen puppglanssteklar. Arten är reproducerande i Sverige. Inga underarter finns listade i Catalogue of Life.